# Forest-l’Abbaye
Forest-l’Abbaye település Franciaországban, Somme megyében. Lakosainak száma 314 fő (2022. január 1.). Forest-l’Abbaye Canchy, Crécy-en-Ponthieu, Lamotte-Buleux és Nouvion községekkel határos.

## Népesség
A település népességének változása:
| Lakosok száma | 294  | 291  | 308  | 301  | 306  | 308  | 311  | 315  | 314  |
|               | 2013 | 2015 | 2016 | 2017 | 2018 | 2019 | 2020 | 2021 | 2022 |